# Ikast Station
Ikast Station er en dansk jernbanestation i stationsbyen Ikast mellem Herning og Silkeborg i Midtjylland. Stationen betjener passagerer på jernbanestrækningen mellem Herning og Silkeborg, som er en del af jernbanelinjen mellem Århus og Herning.

## Historie
Ikast Station åbnede i 1877 som en del af jernbanelinjen mellem Silkeborg og Herning. Stationen er designet af den danske arkitekt N.P.C. Holsøe.

## Infrastruktur
Stationen har flere perroner og spor til togtrafik i begge retninger. Faciliteterne omfatter ventesal, billetautomater og cykelparkering.

## Trafik
Ikast Station betjenes af DSB og Arriva, der tilbyder hyppige afgange til Herning, Silkeborg, Århus og København. Stationen er et vigtigt knudepunkt for pendlertrafikken i Midtjylland.

## Lokalområde
Ikast Station ligger centralt i byen Ikast, kendt for sin tekstilindustri og rige kulturhistorie. Byen tilbyder shopping, kulturinstitutioner og rekreative områder.
Ikast Station spiller en væsentlig rolle i både lokal og regional infrastruktur og forbedrer mobiliteten og tilgængeligheden i Midtjylland.